# 致使動詞
致使動詞又稱使令動詞，在句中的功能為使賓語發生此動詞之動作，較常見於文言文中。為方便理解，可直接翻譯為「使...如何」。

## 例子
- 春風又「綠」江南岸《王安石泊船瓜洲》：使江南岸綠。
- 「舞」幽壑之潛蛟，「泣」孤舟之嫠婦《蘇軾赤壁賦》：使幽壑之潛蛟舞動，使孤舟之嫠婦哭泣。
- 會盟而謀「弱」秦《賈誼過秦論》：使秦國衰弱。